# مؤتمر أبو ظبي الطبي
مؤتمر أبوظبي الطبي، هو معرض ومؤتمر للرعاية الصحية الطبية يُعقد سنويًا في أبو ظبي، الإمارات العربية المتحدة. وهو الحدث الوحيد في العالم الذي يقدم خدمات الطوارئ، وسلامة المريض، والرعاية الصحية وإعادة التأهيل الشركات والمنظمات والمهنيون معًا تحت سقف واحد للخدمات العلمية والتجارية تبادل. تستعرض الشركات العالمية والمحلية خلال هذا الحدث أحدث منتجاتها وابتكاراتها في قطاعات الطوارئ والرعاية الصحية الأولية وسلامة المرضى وإعادة التأهيل وطب الأسنان. يعمل المؤتمر أيضًا كمنصة للتبادل العلمي من خلال برنامج المؤتمرات المصاحب متعدد المسارات المخصص لمجالات الرعاية الصحية هذه. ويتم تنظيمه بواسطة إنفورما للمعارض والتي تنظم أيضًا الصحة العربية. يعد مؤتمر أبوظبي الطبي الحدث الأسرع نموًا من نوعه.
ويقام سنوياً في مركز أبوظبي الوطني للمعارض (أدنيك) ويستقطب الحدث أكثر من 5000 المهنيين العاملين في مجال الرعاية الصحية الأولية والطوارئ وسلامة المرضى وإعادة التأهيل والصيدلة. في عام 2011، احتل معرض ومؤتمر أبوظبي الطبي أكثر من 5000 متر مربع بمشاركة 120 متر مربع بمشاركة 120 عارضًا من 24 دولة يعرضون منتجاتهم وخدماتهم في هذا الحدث. يعرض العارضون سيارات الإسعاف، أجهزة إزالة الرجفان، وأجهزة التثبيت، والمعدات المتنقلة الجراحية، وأنظمة التسريب السريع، الأدوية، التشخيص، المستهلكات، وأنظمة إدارة النظام الغذائي، الأوتوكلاف، الضمادات والضمادات، إدارة النفايات، طب الأسنان المعدات واللوازم، المطهرات.
وإلى جانب المعرض، نظم برنامج للمؤتمر لمناقشة الأهداف الحالية، مراجعة أدوات التنفيذ ومواجهة تحديات معضلات الرعاية الصحية الجديدة والناشئة في المنطقة. تقوم عشرة مؤتمرات مختلفة معتمدة للتعليم الطبي المستمر مع لجنة تضم أكثر من 250 متحدثًا دوليًا بتحليل أفضل الأساليب الحالية لكل قطاع مشارك في المؤتمر.

## مؤتمرات أبوظبي للبحر الأبيض المتوسط

### مؤتمر طارئ
ويتزامن مؤتمر ومعرض الطوارئ مع أربعة فعاليات رأسية أخرى في مؤتمر أبوظبي الطبي. فهو يجمع بين متخصصي خدمات الطوارئ الإقليميين والدوليين جنبًا إلى جنب مع المنتج المصنعين والموزع.

### معرض ومؤتمر الرعاية الصحية الأولية
يعد مؤتمر الرعاية الصحية الأولية بمثابة منتدى للأعمال التجارية لقطاع الرعاية الصحية الأولية في الشرق الأوسط. ويغطي مجموعة من المنتجات والخدمات بما في ذلك الأدوية وبرامج إدارة الرعاية الصحية والأبحاث السريرية والتشخيص. يستضيف المؤتمر أيضًا ثلاثة مؤتمرات تتناول الاتجاهات الحالية في مجال الأدوية، وصولاً إلى العظام والمفاصل وطب الأسرة.

### معرض ومؤتمر سلامة المرضى
يعد مؤتمر سلامة المرضى منصة تفاعلية لسلامة المرضى ومكافحة العدوى.

### معرض ومؤتمر الشرق الأوسط لإعادة التأهيل
معرض ومؤتمر إعادة التأهيل عبارة عن منصة تعرض جميع المنتجات والخدمات المتعلقة بإعادة التأهيل بما في ذلك معدات مساعدات الحركة والعلاج الطبيعي. يتضمن المعرض العمودي أيضًا مؤتمرًا لمدة ثلاثة أيام لأخصائيي إعادة التأهيل.

### معرض ومؤتمر طب الأسنان
يعرض الحدث أحدث التقنيات من الشركات المتخصصة في طب الأسنان، التعقيم، وسلامة المرضى ومعدات مكافحة العدوى لمجموعة من كبار أطباء الأسنان.

### مؤتمر التمريض
وهو مؤتمر يستمر لمدة ثلاثة أيام يركز على دور الممرضات في إدارة الأمراض المختلفة وحالات المرضى، ويسلط الضوء على أهمية أبحاث التمريض في مجال الحالات الحادة و الرعاية الحرجة.

## روابط خارجية
- الموقع الرسمي لمؤتمر أبوظبي الطبي
- الموقع الرسمي لشركة إنفورما للمعارض
- تاريخ المؤتمرات الطبية التي يستضيفها مركز أبوظبي الوطني للمعارض